# Clinton N'Jie
Clinton Mua N'Jie (sinh ngày 15 tháng 8 năm 1993) là một cầu thủ bóng đá chuyên nghiệp người Cameroon đang chơi cho Dynamo Moscow tại Giải bóng đá Ngoại hạng Nga và Đội tuyển bóng đá quốc gia Cameroon. Anh được biết đến với tốc độ và kỹ năng rê bóng của mình.
Anh ấy bắt đầu sự nghiệp của mình với Lyon, đi lên từ chương trình trẻ đến đội B và cuối cùng trong đội hình hàng đầu của câu lạc bộ ở Ligue 1 của Pháp, trước khi chuyển đến Tottenham Hotspur của Premier League, và sau đó trở lại Ligue 1 bên phía Marseille trước khi chuyển đến câu lạc bộ hiện tại của mình.
N'Jie xuất hiện lần đầu quốc tế cấp cao của mình cho Cameroon vào năm 2014 và đại diện cho quốc gia tại Cúp bóng đá châu Phi trong năm 2015, 2017 và 2019, chiến thắng giải đấu năm 2017.

## Thống kê sự nghiệp

### Quốc tế
Tính đến ngày 21 tháng 11 năm 2023
| Cameroon  | Cameroon | Cameroon |
| Năm       | Trận     | Bàn      |
| --------- | -------- | -------- |
| 2014      | 6        | 3        |
| 2015      | 8        | 3        |
| 2016      | 2        | 0        |
| 2017      | 6        | 1        |
| 2018      | 4        | 0        |
| 2019      | 6        | 2        |
| 2020      | 2        | 1        |
| 2021      | 2        | 0        |
| 2022      | 6        | 0        |
| 2023      | 2        | 0        |
| Tổng cộng | 44       | 10       |

### Bàn thắng quốc tế
| #   | Ngày                 | Địa điểm                                            | Đối thủ      | Bàn thắng | Kết quả | Giải đấu                 |
| --- | -------------------- | --------------------------------------------------- | ------------ | --------- | ------- | ------------------------ |
| 1.  | 6 tháng 9 năm 2014   | Sân vận động TP Mazembe, Lubumbashi, CHDC Congo     | CHDC Congo   | 1–0       | 1–0     | Vòng loại CAN 2015       |
| 2.  | 10 tháng 9 năm 2014  | Sân vận động Ahmadou Ahidjo, Yaoundé, Cameroon      | Bờ Biển Ngà  | 1–0       | 4–1     | Vòng loại CAN 2015       |
| 3.  | 10 tháng 9 năm 2014  | Sân vận động Ahmadou Ahidjo, Yaoundé, Cameroon      | Bờ Biển Ngà  | 4–0       | 4–1     | Vòng loại CAN 2015       |
| 4.  | 30 tháng 3 năm 2015  | Sân vận động Rajamangala, Băng Cốc, Thái Lan        | Thái Lan     | 2–2       | 3–2     | Giao hữu                 |
| 5.  | 6 tháng 6 năm 2015   | Sân vận động Olympic Yves-du-Manoir, Colombes, Pháp | Burkina Faso | 2–2       | 3–2     | Giao hữu                 |
| 6.  | 6 tháng 6 năm 2015   | Sân vận động Olympic Yves-du-Manoir, Colombes, Pháp | Burkina Faso | 3–2       | 3–2     | Giao hữu                 |
| 7.  | 7 tháng 10 năm 2017  | Sân vận động Ahmadou Ahidjo, Yaoundé, Cameroon      | Algérie      | 1–0       | 2–0     | Vòng loại World Cup 2018 |
| 8.  | 23 tháng 3 năm 2019  | Sân vận động Ahmadou Ahidjo, Yaoundé, Cameroon      | Comoros      | 3–0       | 3–0     | Vòng loại CAN 2019       |
| 9.  | 6 tháng 7 năm 2019   | Sân vận động Alexandria, Alexandria, Ai Cập         | Nigeria      | 2–1       | 2–3     | CAN 2019                 |
| 10. | 12 tháng 11 năm 2020 | Sân vận động Réunification, Douala, Cameroon        | Mozambique   | 4–1       | 4–1     | Vòng loại CAN 2021       |

## Danh hiệu
Cameroon
- Cúp bóng đá châu Phi: 2017